# Orientales omnes Ecclesias
Orientales omnes Ecclesias è l'ottava enciclica pubblicata da papa Pio XII il 23 dicembre 1945.

## Contenuto
L'occasione dell'enciclica è la commemorazione del 350° anniversario dell'unione della Chiesa greco-cattolica ucraina alla sede apostolica di Roma (Unione di Brest).